# Contea di Gê'gyai
La contea di Gê'gyai (革吉县S, Géjí XiànP) è una contea della Cina, situata nella Regione Autonoma del Tibet e amministrata dalla prefettura di Ngari.